# Mario Brega
Mario Brega, właśc. Florestano Brega (ur. 25 marca 1923 w Rzymie, zm. 23 lipca 1994 tamże) – włoski aktor filmowy.

## Biografia
Był z wykształcenia rzeźnikiem. Znany głównie z ról w spaghetti westernach Sergia Leone: Za garść dolarów (1964), Za kilka dolarów więcej (1965), Dobry, zły i brzydki (1966), a także Dawno temu w Ameryce (1984). 
Był kibicem Società Sportiva Lazio. Zmarł na atak serca.